# براندان هاريسون
براندان هاريسون (بالإنجليزية: Brendan Harrison)‏ هو لاعب كرة القدم الغالية أيرلندي، ولد في 21 أكتوبر 1992 في جزيرة أيرلندا في المملكة المتحدة.